# Osip Bodjanskij

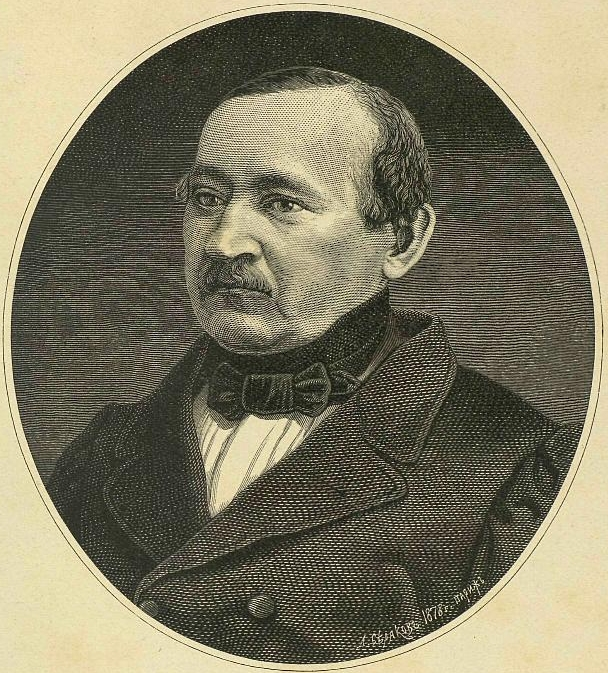
Osip Bodjanskij.

Osip Maksimovitj Bodjanskij (ryska: Осип Максимович Бодянский), född 12 november (gamla stilen: 31 oktober; enligt andra källor 15 november, gamla stilen 3 november) 1808, i Varva, Guvernementet Poltava, Kejsardömet Ryssland (numera Ukraina), död 18 september (gamla stilen: 6 september) 1877 i Moskva, Kejsardömet Ryssland, var en ukrainsk historiker och litteraturhistoriker.
Bodjanskij blev 1842 professor i historia och slavisk litteratur vid Moskvauniversitetet. Som sekreterare för det därvarande "Sällskapet för rysk historia och antikviteter" redigerade han detta sällskaps organ "Tjtenija" (Чтения), i vilket han publicerade en mängd källskrifter och monografier i rysk historia. Av hans övriga verk kan nämnas "Om de slaviska stammarnas folkpoesi" (1837) och en utförlig undersökning om "Tiden för de slaviska stammarnas ursprung" (1855). 